# Preach (John Legend)
Preach is een nummer van de Amerikaanse zanger John Legend uit 2019.
Het nummer werd enkel in Nederland, Polen en Kroatië een bescheiden succesje. In Nederland haalde het de eerste positie in de Tipparade.